# Associazione Calcio Udinese 1964-1965
Questa voce raccoglie le informazioni riguardanti l'Associazione Calcio Udinese nelle competizioni ufficiali della stagione 1964-1965.

## Rosa
| N. |                   | Ruolo | Calciatore         |
| -- | ----------------- | ----- | ------------------ |
|    | Italia (bandiera) | P     | Bruno Baldo        |
|    | Italia (bandiera) | D     | Romano Bernard     |
|    | Italia (bandiera) | A     | Gianmarco Bertuzzi |
|    | Italia (bandiera) | A     | Ivano Bosdaves     |
|    | Italia (bandiera) | A     | Ariedo Braida      |
|    | Italia (bandiera) | A     | Giorgio Carniello  |
|    | Italia (bandiera) | C     | Rinaldo Cavasin    |
|    | Italia (bandiera) | C     | Flavio Colaotto    |
|    | Italia (bandiera) | D     | Alessandro Cudicio |
|    | Italia (bandiera) | C     | Franco De Cecco    |
|    | Italia (bandiera) | C     | Luciano Dianti     |
|    | Italia (bandiera) | C     | Arrigo Dolso       |
|    | Italia (bandiera) | D     | Adriano Fedele     |
|    | Italia (bandiera) | C     | Paolo Ferrari      |

| N. |                   | Ruolo | Calciatore        |
| -- | ----------------- | ----- | ----------------- |
|    | Italia (bandiera) | C     | Pietro Gabriele   |
|    | Italia (bandiera) | P     | Ernesto Galli     |
|    | Italia (bandiera) | C     | Giorgio Hubacech  |
|    | Italia (bandiera) | A     | Gianni Inferrera  |
|    | Italia (bandiera) | C     | Onorio Montanari  |
|    | Italia (bandiera) | A     | Vittorio Morelli  |
|    | Italia (bandiera) | D     | Bruno Perusin     |
|    | Italia (bandiera) | D     | Giuseppe Pin      |
|    | Italia (bandiera) | A     | Paolo Ritella     |
|    | Italia (bandiera) | C     | Mario Sestili     |
|    | Italia (bandiera) | C     | Giovanni Vincenzi |
|    | Italia (bandiera) | D     | Pietro Zampa      |
|    | Italia (bandiera) | A     | Achille Zardo     |

## Risultati

### Campionato

#### Andata
| Udine 20 settembre 1964 1ª giornata | Udinese          | 0 – 0 | Entella | Stadio Moretti (4.000 spett.)\| Arbitro: \| Canova (Bologna) \| |
| Arbitro:                            | Canova (Bologna) |       |         |                                                                 |

| Arbitro: | Gandiolo (Alessandria) |

|            |           |  |
| Sironi 65’ | Marcatori |  |

| Udine 4 ottobre 1964 3ª giornata | Udinese       | 0 – 0 | Biellese | Stadio Moretti\| Arbitro: \| Firmi (Crema) \| |
| Arbitro:                         | Firmi (Crema) |       |          |                                               |

| Lodi 11 ottobre 1964 4ª giornata | Fanfulla                   | 0 – 0 | Udinese | Stadio Dossenina (7.000 spett.)\| Arbitro: \| Trinchieri (Reggio Emilia) \| |
| Arbitro:                         | Trinchieri (Reggio Emilia) |       |         |                                                                             |

| Arbitro: | Castoldi (Genova) |

|  |           |             |
|  | Marcatori | 3’ De Cecco |

| Arbitro: | Vacchini (Milano) |

|                         |           |              |
| Sestili 18’ Morelli 85’ | Marcatori | 70’ Marchiol |

| Arbitro: | Helzel (Pisa) |

|            |           |  |
| Stocco 71’ | Marcatori |  |

| Arbitro: | Giunti (Arezzo) |

|  |           |                 |
|  | Marcatori | 62’, 83’ Lamera |

| Arbitro: | Valagussa (Lecco) |

|                  |           |             |
| Ratti 72’ (rig.) | Marcatori | 48’ Sestili |

| Udine 22 novembre 1964 10ª giornata | Udinese         | 0 – 0 | Novara | Stadio Moretti\| Arbitro: \| Canova (Milano) \| |
| Arbitro:                            | Canova (Milano) |       |        |                                                 |

| Arbitro: | Pfiffner (Torino) |

|                                                             |           |  |
| Saccani 4’, 73’, 76’ Crespi 66’ Delle Crode 75’ Rigotto 84’ | Marcatori |  |

| Arbitro: | Ghetti (Modena) |

|                       |           |  |
| Pin 15’ Inferrera 34’ | Marcatori |  |

| Monfalcone 13 dicembre 1964 13ª giornata | CRDA Monfalcone    | 0 – 0 | Udinese | Stadio Cosulich (4.000 spett.)\| Arbitro: \| Trucillo (Venezia) \| |
| Arbitro:                                 | Trucillo (Venezia) |       |         |                                                                    |

| Arbitro: | Gioia (Pisa) |

|                         |           |  |
| Morelli 85’, 87’ (rig.) | Marcatori |  |

| Valdagno 3 gennaio 1965 15ª giornata | Marzotto Valdagno | 0 – 0 | Udinese | Stadio dei Fiori\| Arbitro: \| Rostagno (Torino) \| |
| Arbitro:                             | Rostagno (Torino) |       |         |                                                     |

| Arbitro: | Nencioni (Roma) |

|              |           |  |
| De Cecco 63’ | Marcatori |  |

| Arbitro: | Quaranta (Bari) |

|             |           |  |
| Poletto 83’ | Marcatori |  |

#### Ritorno
| Arbitro: | Accomazzo (Vercelli) |

|                         |           |                    |
| Bettini 37’, 54’ (rig.) | Marcatori | 72’ (rig.) Morelli |

| Arbitro: | Sabattini (Reggio Emilia) |

|              |           |  |
| De Cecco 75’ | Marcatori |  |

| Arbitro: | Torelli (Milano) |

|                            |           |  |
| Brigo 18’, 78’ Magheri 37’ | Marcatori |  |

| Arbitro: | Pignatti (Lucca) |

|                         |           |  |
| De Cecco 2’ Sestili 25’ | Marcatori |  |

| Udine 21 febbraio 1965 22ª giornata | Udinese            | 0 – 0 | Piacenza | Stadio Moretti\| Arbitro: \| Sgherri (Grosseto) \| |
| Arbitro:                            | Sgherri (Grosseto) |       |          |                                                    |

| Arbitro: | Marchetti (Vicenza) |

|              |           |  |
| Marchiol 29’ | Marcatori |  |

| Arbitro: | Balduri (Pavia) |

|                                   |           |                   |
| Martinelli 20’ (aut.) Sestili 56’ | Marcatori | 14’, 75’ Costanzo |

| Arbitro: | Picasso (Chiavari) |

|                 |           |  |
| Lamera 11’, 49’ | Marcatori |  |

| Arbitro: | Pontini (Ferrara) |

|  |           |                     |
|  | Marcatori | 32’ Pozzi 60’ Fazzi |

| Arbitro: | Castoldi (Genova) |

|                |           |  |
| Mascheroni 37’ | Marcatori |  |

| Arbitro: | Bosso (Asti) |

|             |           |            |
| Sestili 51’ | Marcatori | 70’ Cassin |

| Cremona 11 aprile 1965 29ª giornata | Cremonese      | 0 – 0 | Udinese | Stadio Giovanni Zini\| Arbitro: \| Palumbo (Roma) \| |
| Arbitro:                            | Palumbo (Roma) |       |         |                                                      |

| Arbitro: | Gialluisi (Barletta) |

|              |           |  |
| De Cecco 83’ | Marcatori |  |

| Arbitro: | Fioretti (Roma) |

|                |           |  |
| Galtarossa 44’ | Marcatori |  |

| Arbitro: | Ottonnello (Firenze) |

|                                  |           |  |
| Bosdaves 48’ (rig.) De Cecco 57’ | Marcatori |  |

| Arbitro: | Sammicheli (Firenze) |

|            |           |              |
| Vicino 16’ | Marcatori | 57’ De Cecco |

| Arbitro: | Lazzaroni (Milano) |

|            |           |  |
| Braida 48’ | Marcatori |  |